# Makrokylindrus (Adiastylis) inermis
Makrokylindrus (Adiastylis) inermis is een zeekommasoort uit de familie van de Diastylidae. De wetenschappelijke naam van de soort is voor het eerst geldig gepubliceerd in 1929 door Fage.